# Sollevamento pesi ai XVIII Giochi panamericani
Il sollevamento pesi ai XVIII Giochi panamericani si svolgerà all'Oshawa Sports Centre di Oshawa, in Canada, dal 27 al 30 luglio 2019. Rispetto al 2015 il programma prevedeva un evento in meno tra gli uomini. In totale sono stati assegnati 14 podi, sette in campo maschile e sette in campo femminile. I 14 vincitori si sono qualificati per i Giochi della XXXII Olimpiade del 2020.

## Risultati

### Uomini
| Evento  | Oro                | Argento                 | Bronzo              |
| 61 kg   | Francisco Mosquera | Jairo Serna             | Antonio Vasquez     |
| 67 kg   | Jonathan Muñoz     | Edgar Pineda            | Luis David Bardalez |
| 73 kg   | Julio Mayora       | Luís Javier Mosquera    | Julio Cedeño        |
| 81 kg   | Brayan Rodallegas  | Zacarías Bonnat         | Harrison Maurus     |
| 96 kg   | Jhonatan Rivas     | Boady Santavy           | Keydomar Vallenilla |
| 109 kg  | Wesley Kitts       | Mateus Gregorio Machado | Jorge Arroyo        |
| +109 kg | Fernando Reis      | Luis Lauret             | Raúl Manríquez      |

### Donne
| Evento | Oro                     | Argento           | Bronzo            |
| 49 kg  | Beatriz Piron           | Ana Segura        | Santa Cotes       |
| 55 kg  | Génesis Rodríguez Gómez | Yenny Sinisterra  | Ana López Ferrer  |
| 59 kg  | Maria Lobon             | Alexandra Escobar | Yusleidy Figueroa |
| 64 kg  | Mercedes Perez          | Mattie Sasser     | Angie Palacios    |
| 76 kg  | Neisi Dajomes           | Aremi Fuentes     | Katherine Nye     |
| 87 kg  | Fernanda Valdés         | Crismery Santana  | Tamara Salazar    |
| +87 kg | Sarah Robles            | Veronica Saladin  | Lissbeth Ayovi    |

## Medagliere
| Posiz. | Nazione         | Oro | Argento | Bronzo | Totale |
| ------ | --------------- | --- | ------- | ------ | ------ |
| 1      | Colombia        | 5   | 4       | -      | 9      |
| 2      | Stati Uniti     | 2   | 1       | 2      | 5      |
|        | Venezuela       | 2   | 1       | 2      | 5      |
| 4      | Rep. Dominicana | 1   | 3       | 2      | 6      |
| 5      | Ecuador         | 1   | 1       | 4      | 6      |
| 6      | Messico         | 1   | 1       | 3      | 5      |
| 7      | Brasile         | 1   | -       | -      | 1      |
|        | Cile            | 1   | -       | -      | 1      |
| 9      | Canada          | -   | 1       | -      | 1      |
|        | Cuba            | -   | 1       | -      | 1      |
|        | Guatemala       | -   | 1       | -      | 1      |
| 9      | Perù            | -   | -       | 1      | 1      |
| TOTALE | TOTALE          | 14  | 14      | 14     | 42     |

     Paese ospitante